# Eremiaphilidae
Eremiaphilidae (лат.) — семейство насекомых из отряда богомоловых (Mantodea).

## Описание
Встречаются в Африке и Азии. Приземистые брахиптерные богомолы. Внутренняя поверхность передних бёдер уже внешняя. 7-й брюшной стернит самок с двумя длинными шипиками. Передние голени несут два ряда шипиков. Проторакс почти квадратный, или слегка длиннее своей ширины.

## Классификация
Ранее в семейство включали 1 подсемейство, 2 рода и 68 видов:

### Eremiaphilinae
- Eremiaphila Lefebvre, 1835 (64 вида)
  - =Centromantis Werner, 1904
  - =Eremophila Burmeister, 1838
- Heteronutarsus Lefebvre, 1835 (4 вида)
  - =Heteronychotarsus Saussure, 1871
  - =Heteronytarsus Brunner von Wattenwyl, 1892

В 2019 году состав был расширен за счёт включения в него нескольких родов и подсемейств из бывшего семейства Tarachodidae

### Iridinae
- триба Didymocoryphini (monotypic)
  - Didymocorypha Wood-Mason, 1877
- триба Dysaulini
  - Dysaules Stal, 1877
- триба Iridini
  - Iris Saussure, 1869
- триба Schizocephalini (ранее в ранге Schizocephalinae)
  - Schizocephala Serville, 1831

Parathespinae
- Parathespis Saussure, 1869

### Tarachodinae
Около 20 родов.